# Tjortkiv
Tjortkiv (ukrainska: Чортків uttal (fil); polska: Czortków, [tjortkuv]; ryska: Чертков, Tjertkov [tj'jertkof]) är en stad i Ternopil oblast i västra Ukraina. Tjortkiv hade 29 662 invånare år 2014.